# 中共中央農民運動委員會
中共中央農民運動委員會及其前身中央交通局，是中共中央专门负责交通的机关。

## 历史
1927年8月27日成立中央交通局。1935年12月瓦窑堡会议改组为中央联络局。1937年12月恢复中央交通局。
1940年6月中共中央决定恢复党的秘密交通工作，重建中央交通局，对外称“中央农委”，由中央秘书长李富春直接领导，吴德峰任局长，机关在延安枣园候家沟。
1943年3月，中共中央政治局决定将中央交通局归并为中央办公厅秘书处交通科。吴德峰任科长。1943年4月中央交通科改为中央交通局，专管交通线工作。

## 历任领导
- 顾顺章（1927-8-27至1929-1）
- 吴德峰（1929-1至1935-12-17）
- 李克农（1935-12-17至）
- 吴德峰（1937-12至）